# NGC 3100
NGC 3100 = NGC 3103 ist eine Linsenförmige Galaxie mit aktivem Galaxienkern vom Hubble-Typ SB0 im Sternbild Luftpumpe (Antlia) südlich der Ekliptik. Sie ist schätzungsweise 108 Millionen Lichtjahre von der Milchstraße entfernt und hat einen Durchmesser von etwa 110.000 Lichtjahren. Vermutlich bildet sie gemeinsam mit NGC 3095 ein gravitativ gebundenes Galaxienpaar.

Im selben Himmelsareal befinden sich u. a. die Galaxien NGC 3108, IC 2526, IC 2533, IC 2539.
Das Objekt wurde am 16. Februar 1836 von John Herschel entdeckt.